# Idea missilia
Idea missilia är en fjärilsart som beskrevs av Hans Fruhstorfer 1910. Idea missilia ingår i släktet Idea och familjen praktfjärilar. Inga underarter finns listade i Catalogue of Life.